# Климчук, Михаил Сергеевич
Михаил Сергеевич Климчук (Пустой шаблон {{ВД-Преамбула}} ) — российский хоккеист, нападающий.

## Биография
Воспитанник хабаровского «Амура», с сезона 2003/04 играл в первой лиге за «Амур-2», в сезоне 2006/07 провёл 18 матчей за «Амур» в Суперлиге. Выступал в высшей лиге и в ВХЛ за команды «Ермак» (2007/08), «Рязань» (2008/09 — 2010/11), «Ариада-Акпарс» / «Ариада» (2011/12 — 2012/13, 2015/16). Сезон-2013/14 провёл в клубе КХЛ «Амур». Летом 2014 года заключал пробный контракт с «Ладой». Играл в ВХЛ за «Рубин» и «Нефтяник» Альметьевск (2014/15), «Рязань» (2015/16), «Ермак» (2016/17). Вторую половину сезона-2016/17 провёл в команде чемпионата Казахстана «Алматы». В сезонах 2017/18 — 2019/20 играл за «Сахалин» в Азиатской хоккейной лиге. Летом 2019 года был на просмотре в «Адмирале».
В апреле 2021 года дисквалифицирован на два года за нарушение антидопинговых правил.
Победитель хоккейного турнира зимней Универсиады 2015 года.